# Nehalennia (tijdschrift)

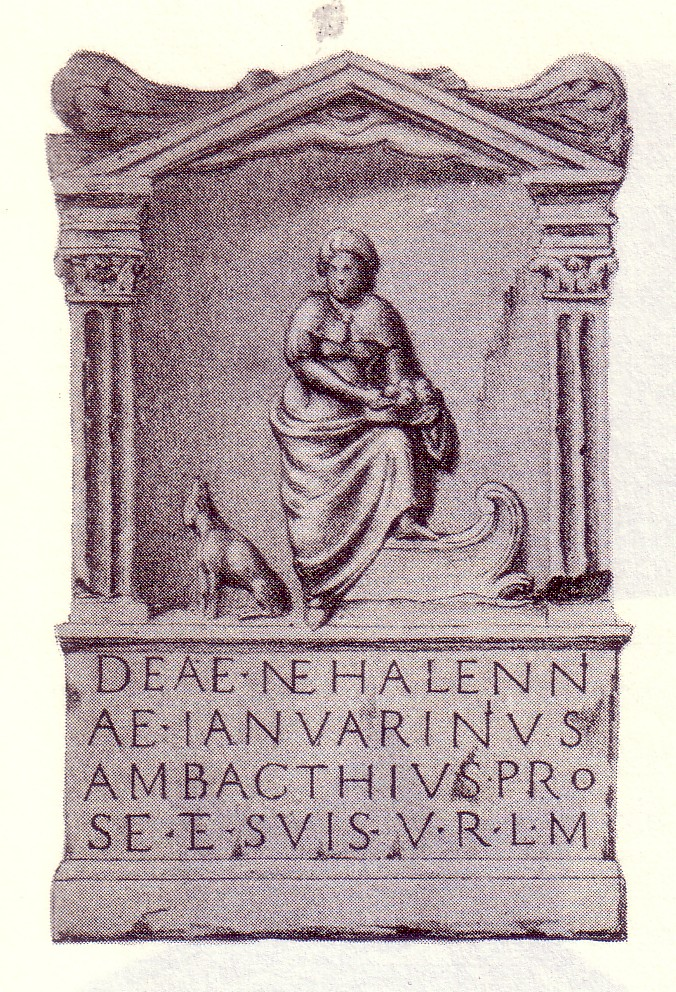
Nehalennia altaar

Nehalennia was een driemaandelijks tijdschrift, gewijd aan de studie der westerse oudheid en de nawerking daarvan tot op heden. Het verscheen in de jaren 1956-1961. De redactie bestond uit Mr. L. Boer, Dr. F.C. Bursch, en anderen.
Het redactie-adres was Lorentzkade 31, te Leiden. Uitgever was Uitgeverij Thule, Emmastraat 58, Hilversum. Een abonnement kostte in 1960 fl 6,60 per jaargang.
Op de omslag van het tijdschrift stond een afbeelding van een Altaar van Nehalennia, gevonden in Domburg en te bezichtigen in het Rijksmuseum van Oudheden te Leiden.